# Ombres sur la prairie

Ombres sur la prairie (titre original en danois: Skygger paa Græsset) est recueil de nouvelles de l'écrivain danoise Karen Blixen. Il est paru au Danemark le 4 novembre 1960, puis aux États-Unis et au Royaume-Uni la même année. C'est sa dernière œuvre publiée de son vivant.
Ombres sur la prairie s'inscrit dans la continuité de son œuvre majeure, le roman La Ferme africaine, écrit trente années plus tôt. À travers quatre nouvelles autobiographiques, la femme de lettres danoise relate certains événements de son passé au Kenya, et son retour au Danemark.